# Киёкава
Киёкава (яп. 清川村 Киёкава-мура) — село в Японии, находящееся в уезде Айко префектуры Канагава. Площадь села составляет 71,29 км², население — 3280 человек (1 августа 2014), плотность населения — 46,01 чел./км².

## Географическое положение
Село расположено на острове Хонсю в префектуре Канагава региона Канто. С ним граничат города Ацуги, Хадано, Сагамихара и посёлки Айкава, Ямакита.

## Население
Население села составляет 3280 человек (1 августа 2014), а плотность — 46,01 чел./км². Изменение численности населения с 1980 по 2005 годы:
| 1980 | 3539 чел. |  |
| 1985 | 2892 чел. |  |
| 1990 | 3549 чел. |  |
| 1995 | 3478 чел. |  |
| 2000 | 3482 чел. |  |
| 2005 | 3507 чел. |  |

## Символика
Деревом села считается клён, цветком — Rhododendron dilatatum, птицей — Cettia diphone.